# SCR-270
SCR-270 (Signal Corps Radio № 270) — основной радиолокатор дальнего обнаружения армии США периода Второй мировой войны. Одной из радиолокационных станций данного типа были заблаговременно обнаружены самолёты Японской империи при нападении на Пёрл-Харбор.

## История создания

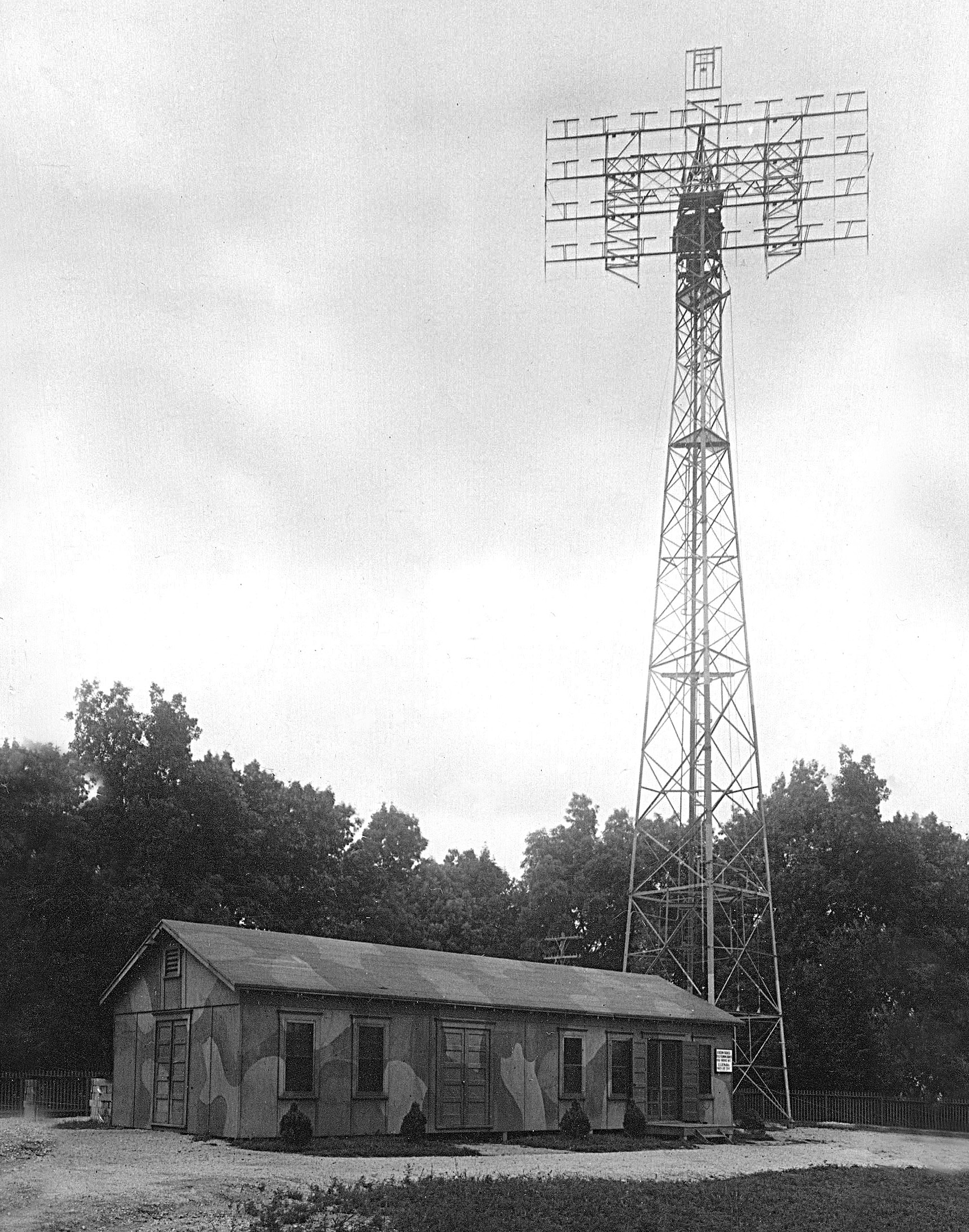
SCR-271

В США разработкой РЛС для практических целей начали заниматься с начала 1930-х годов. В это время были созданы первые опытные образцы, работающие в инфракрасном диапазоне радиоволн, а в 1936 году был создан опытный образец РЛС, работающий на частоте 133 МГц. В дальнейшем его конструкция легла в основу радиолокаторов SCR-268 и SCR-270.
Непосредственно по станции дальнего обнаружения SCR-270 работы были начаты в 1938 году. В 1940 году был заключён контракт на производство РЛС с фирмой «Вестингауз Электрик». До вступления США во Вторую мировую войну было изготовлено 112 радиолокационных станций. В июне 1940 года несколько станций было установлено в зоне Панамского канала, в 1941 — на Гавайских островах. На острове Оаху во время нападения Японии 7 декабря 1941 года располагалось 6 РЛС. Всего было изготовлено 788 станций.

## Описание
Станции изготовлялись в двух вариантах: мобильный — SCR-270 и стационарный — SCR-271. РЛС обладала одной антенной на приём и передачу. Защита приёмника в момент передачи обеспечивалась введением искрового промежутка в приёмный фидер и закорачивающий его. Передатчик работал на двух лампах с водяным охлаждением и анодным напряжением до 15 кВ. Цели отображались на индикаторе кругового обзора диаметром 30 сантиметров.

## Применение

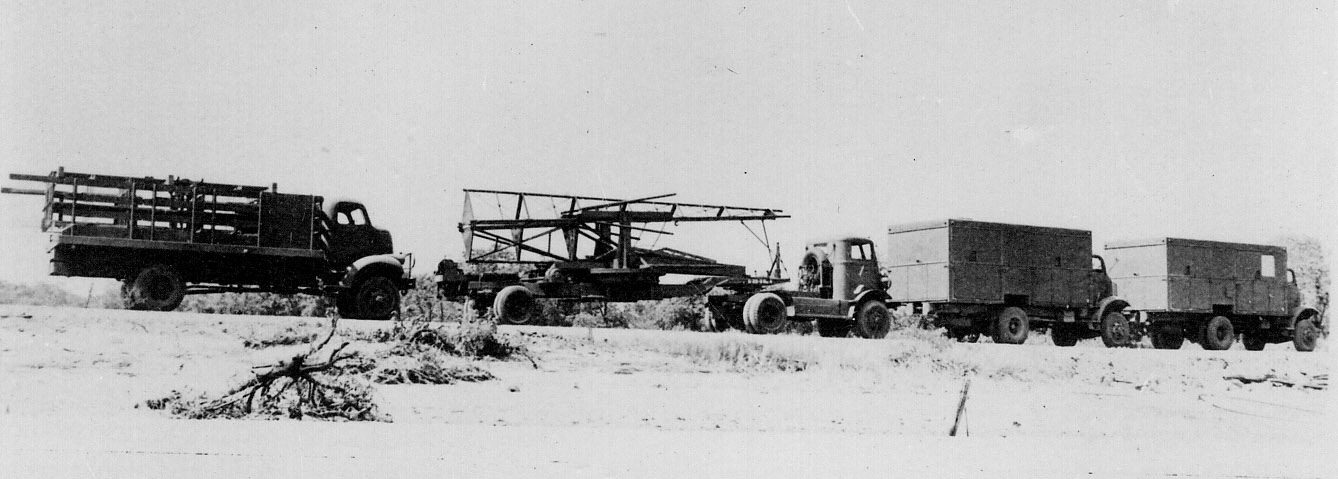
SCR-270 в походном положении

Станции данного типа активно применялись на протяжении всей Второй мировой войны. 7 декабря 1941 года одной из станций прикрывавших базу ВМС США в Пёрл-Харборе были заблаговременно обнаружены японские самолёты.
РЛС обнаружившая японцев располагалась на севере острова Оаху. Радиолокаторы, расположенные на острове, работали лишь по несколько часов в сутки, данный радиолокатор должен был работать 7 декабря с 4 до 7 часов утра. По окончании смены расчёт РЛС решил остаться ещё на некоторое время для тренировки. В 7:02 операторами были обнаружены на расстоянии 210 км множественные цели. Станция не обладала системой распознавания принадлежности самолётов, поэтому о целях было доложено в информационный центр, связывающий все РЛС. В это время там находились дежурный с офицером связи. Офицер посчитал, что данные цели - это ожидавшиеся самолёты Б-17 и передал операторам приказ не беспокоиться об этом. В другие места о данном факте не сообщалось и тревога поднята не была. Цели на РЛС наблюдали до 7:39, когда они пропали с экранов на расстоянии 30 км от неё, затем станция была отключена.
По американским данным, по договору ленд-лиза в СССР были поставлены 3 станции SCR-270 и 3 SCR-271.

## Сравнение с другими РЛС того времени
В таблице представлены сравнительные данные только радиолокаторов дальнего обнаружения.
| Характеристики               | РУС-2с (СССР) | MRV (Англия) | SCR-270 (США) | Фрейя F-L (Германия) | Вассерман-М (Германия) | Ягдшлосс-А (Германия) |
| Дальность обнаружения, км    | 150           | 100          | 200           | 200                  | 300                    | 100                   |
| Время развёртывания, ч       | 8             | 60           | 40            | 48                   | -                      | -                     |
| Длина волны, м               | 4             | 7            | 2,7           | 2,4                  | 1,9-4                  | 1,2-2,9               |
| Мощность импульса, кВт       | 70-120        | 200          | 100-300       | 25                   | 80-150                 | 150                   |
| Точность по дальности, км    | 1,5           | -            | 7             | 1                    | 1                      | -                     |
| Точность по азимуту, градусы | 3             | -            | 4             | 0,5                  | 0,25                   | -                     |

## Использованная литература и источники
1. ↑  Наземные американские и английские радиолокационные станции. — Москва: Военное издательство министерства вооружённых сил союза ССР, 1947. — С. 45-47.
2. ↑  Brown, Louis. A Radar History of World War II . Technical and Military Imperatives. — Bristol: Institute of Physics Publishing, 1999. — С. 73. — ISBN 0-7503-0659-9.
3. ↑  Наземные американские и английские радиолокационные станции. — Москва: Военное издательство министерства вооружённых сил союза ССР, 1947. — С. 69.
4. ↑  Наземные американские и английские радиолокационные станции. — Москва: Военное издательство министерства вооружённых сил союза ССР, 1947. — С. 67-68.
5. ↑  Наземные американские и английские радиолокационные станции. — Москва: Военное издательство министерства вооружённых сил союза ССР, 1947. — С. 36-37.
6. ↑  Яковлев Н.Н. Пёрл-Харбор, 7 декабря 1941 года. Быль и небыль. — Москва: Политиздат, 1988. — С. 72-73. — 286 с. — 100 000 экз.
7. ↑  Quantities of Lend-Lease Shipments. airforce.ru. Архивировано из оригинала 9 июля 2012 года.
8. ↑  Наземные американские и английские радиолокационные станции. — Москва: Военное издательство министерства вооружённых сил союза ССР, 1947. — С. 38-41.
9. ↑  Я. И. Колтунов. Развитие радиолокации в Германии // доклад в МАИ. — 1946.
10. ↑  Лобанов М. М. Из прошлого радиолокации. — М.: Военное издательство министерства обороны СССР, 1969. — С. 136, 137. — 213 с.